# Jorge Wagner
Jorge Wagner (Feira de Santana, 17 november 1978) is een Braziliaans voetballer.